# LTRO
Een LTRO (afkorting van Long-term refinancing operations) (Nederlands: langere-termijn herfinancieringsoperatie) is een middel waarmee de Europese Centrale Bank (ECB) aan commerciële banken ongeveer een kwart van het benodigde herfinancieringsvolume beschikbaar stelt. De langere-termijn herfinancieringsoperaties zijn repo-overeenkomsten (koopovereenkomst van effecten met heraankoopverplichting voor de verkoper) en behoren tot de openmarktoperaties. De commerciële banken verkrijgen daarbij van de ECB tegen het depot van wettelijk aangeduide, voor de centrale bank in aanmerking komende zekerheden (waardepapieren) dus geld dat ze weer kunnen uitlenen aan hun klanten. De langere termijn herfinancieringsoperaties verschaffen tijdelijk extra liquiditeit aan de commerciële banken.
De langere termijn herfinancieringsoperaties zijn ook een instrument van monetair beleid. De centrale bank kan door de hoeveelheid beschikbaar gesteld geld te manipuleren de consumptie en de investeringen en op deze wijze ook de economische conjunctuur te beïnvloeden. Het idee is dat de ECB in een moeilijke economische fase een expansief monetair beleid bedrijft, waardoor kredieten goedkoper worden en in een economisch gunstigere fase een restrictief monetaire beleid bedrijft, waardoor de inflatie laag wordt gehouden.
Het initiatief voor openmarktoperaties dienen volgens de zogenaamde standaardtender van de Europese Centrale Bank (ECB) te verlopen. Het geld wordt een keer per maand (de data zijn vooraf bekend in de tenderkalender) voor drie maanden aan de commerciële banken beschikbaar gesteld met een rentetender naar Amerikaanse model (tot maart 1999 was dit naar het Nederlandse model). De nationale centrale banken wikkelen deze openmarkttransacties voor de ECB af.
De langere termijn herfinancieringstransacties dienen als aanvulling op de belangrijkere basis herfinancieringsoperaties (het belangrijkste instrument voor de ECB om geldpolitiek te bedrijven); zij moeten deze ontlasten en zijn een soort van basiszorg (basistender).

## Euro-schuldencrisis
In het licht van de Europese staatsschuldencrisis zijn langere-termijn herfinancieringsoperaties van het eurosysteem doorgevoerd om zo het normalisatieproces en de werking van de euro-geldmarkt te ondersteunen. De langere-termijn herfinancieringsoperaties van 21 december 2011 en van 29 februari 2012 waren als een tender met een looptijd van drie jaar doorgevoerd.("lange termijn herfinancieringsoperatie"). Banken betalen na de vervaldatum een rente, die berekend wordt op basis van het gemiddelde gedurende de looptijd van de heersende ECB basisherfinancieringsrente. Bij de start van het programma was de ECB-"hoofdrente" (Engels: refi rate; Duits: Leitzins) 1,00 %, in januari 2013 0,75%.
Banken kunnen de kredieten van de ECB gebruiken om hoogrentende staatsobligaties te kopen om zo winst te behalen uit het renteverschil. De toenmalige Franse president Nicolas Sarkozy verklaarde met betrekking tot de uitbreiding van deze crisishulp door de ECB: "Dit betekent dat nu elke staat, die liquiditeit tot haar beschikking wil hebben, naar zijn banken kan stappen. Daarom werd dit soort transacties door de toonaangevende Frankfurter Allgemeine Zeitung in een artikel ook wel als "Sarkozy-trade" betiteld.

## Januari 2013: aankondiging van eerste terugbetalingen
Hoewel deze leningen voor drie jaar verstrekt waren konden banken na één jaar ze (geheel of gedeeltelijk) aflossen. De ECB maakte op 25 januari 2013 bekend dat op 30 januari 2013 door 278 banken in totaal € 137 miljard zou worden terugbetaald op leningen van het eerste LTRO-programma. In de weken daarna werden aanzienlijk kleinere bedragen (€ 3 en € 5 miljard) vervroegd terugbetaald. Eind februari werd bekend dat van het tweede LTRO-programma € 61,2 miljard vervroegd zou worden terugbetaald. In de maanden daarna vonden wekelijks verdere terugbetalingen plaats; medio september 2013 had deze balanspost een omvang van € 682 miljard. Dit proces ging daarna gestaag verder, in een tempo van gemiddeld enkele miljarden euro's per week.

## "Opvolger": TLTRO (I)
Op 5 juni 2014 kondigde de ECB een "opvolger" van dit programma aan, onder de naam targeted LTROs. Dit waren leningen (aan banken) tot september 2018, die beoogd waren om banken goedkope "funding" te verschaffen voor het verstrekken van leningen aan ondernemers en particulieren in de eurozone (met uitzondering van hypotheken). Op deze leningen kon ieder kwartaal worden ingeschreven, gedurende 8 kwartalen, te beginnen in september 2014.
De belangstelling voor de eerste tranche van de TLTRO's bleek bescheiden te zijn: op 18 september 2014 bleek voor slechts € 82,6 miljard te zijn ingeschreven. Op de tweede TLTRO (december 2014) werd voor € 129,8 miljard ingeschreven, op de derde (maart 2015) voor € 97,9 miljard, op de vierde (juni 2015) voor € 73,8 miljard, op de vijfde (september 2015) voor € 15,6 miljard, op de zesde (december 2015) € 18,3 miljard.

## TLTRO (II)
Op 10 maart 2016 kondigde de ECB vier nieuwe TLTRO's aan, te beginnen in juni 2016, wederom met een looptijd van vier jaar, en met een mogelijk negatieve rente ("can be as low as the interest rate on the deposit facility prevailing at the time of take-up"). Op 11 maart werd de deposit rate verlaagd van -0.30% tot -0.40%.

## Voetnoten
1. 1 2  Website van de Deutsche Bundesbank over "openmarktoperaties"]
2. ↑  David Enrich en Charles Forelle: „ECB Gives Banks Big Dollop of Cash“, Wall Street Journal, 1. März 2012
3. ↑  "Mario Draghi's "Dicke Bertha" - Banken leihen sich Rekordsumme von EZB“ FAZ.Net 29.02.2012]
4. ↑  „Euro-Krise - Mit dem Sarko-Trade zur Draghi-Blase“ Financial Times Deutschland 29 februari 2012
5. ↑  „Schuldenkrise -Trügerische Hoffnung auf den ‚Sarkozy-Trade‘“ ´FAZ.NET 16 december 2011. Gearchiveerd op 14 maart 2021.
6. ↑  (de)  Entspannung an den Märkten: Banken zahlen EZB 137 Milliarden Euro zurück
7. ↑  De ECB gaf de namen van de betrokken banken niet vrij; na verloop van tijd zou, met behulp van de maandelijkse balansen van de diverse nationale centrale banken, tot op zekere hoogte getraceerd kunnen worden in welke landen de betrokken banken gevestigd waren. Voorts wordt opgemerkt dat banken die LTRO-gelden terugbetaalden, via kortere leenfaciliteiten vervangende liquiditeiten zouden kunnen verkrijgen.
8. ↑  (en)  5 June 2014 - ECB announces monetary policy measures to enhance the functioning of the monetary policy transmission mechanism. Gearchiveerd op 30 mei 2023.
9. ↑  (en)  3 July 2014 - ECB announces further details of the targeted longer-term refinancing operations. Gearchiveerd op 18 augustus 2023.
10. ↑  (en)  ECB Targeted Loans Issued Below Estimates
11. ↑  (en)  18 September 2014 - ECB allots €82.6 billion in first targeted longer-term refinancing operation. Gearchiveerd op 29 mei 2023.
12. ↑  De ramingen in de financiële markten liepen uiteen van € 100 miljard tot € 300 miljard, met een mediaan van € 150 miljard.